# Autoestrada A1
La Autoestrada A1 (o A1) è un'autostrada portoghese che unisce Lisbona a Porto passando per Santarém, Leiria, Coimbra e Aveiro. Con i suoi 303 km, l'A1 è la più lunga e la più importante autostrada del Portogallo in quanto collega le due maggiori città portoghesi. L'autostrada è affidata in gestione alla Brisa (tratto Sacavém - St. Ovidio) e alla Infraestruturas de Portugal (tratto St. Ovidio - Ponte de Arràbida) ed il costo del pedaggio per l'intero tracciato per un'autovettura di classe 1 è di 22,05 € (dicembre 2018). 

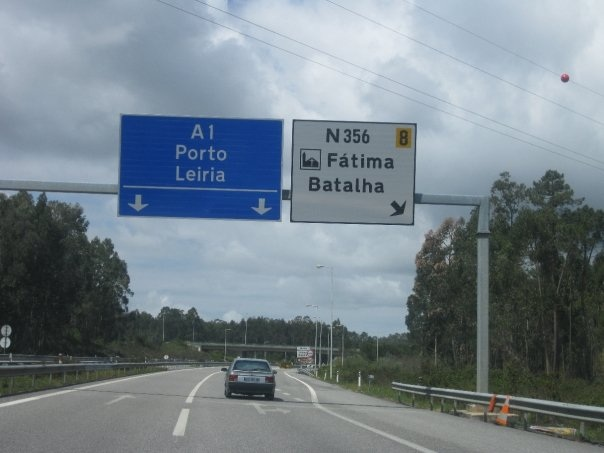
L'A1 nei pressi di Fátima

## Percorso
L'autostrada ha inizio a Lisbona, all'intersezione tra la 2ª Circular e la Estrada da Circunvalação, nei pressi dell'Aeroporto di Lisbona e prosegue in direzione nord a tre corsie per senso di marcia in una zona fittamente urbanizzata. A partire da Carregado (incrocio con l'A10, km 29) il paesaggio diventa più rurale. Nei pressi di Torres Novas, l'autostrada incrocia, al km 92, l'A23 verso Castelo Branco e la frontiera spagnola e da questo punto il tracciato prosegue a due corsie per senso di marcia. Raggiunge Leiria al km 128, Coimbra al km 188, Aveiro al km 231 e quindi Porto terminando il suo percorso al km 303 immettendosi nella tangenziale di Porto (A20) dopo aver incrociato l'A28 (Porto-Caminha).Tabella Percorso

## Storia
Il primo tratto dell'A1 risale al 1961 quando venne inaugurato il tratto di 25 km tra Lisbona e Vila Franca de Xira a seguito del raddoppio della strada nazionale 1. Due anni dopo, nel 1963, fu aperto al traffico il tratto tra Porto e Coimbrões di 11 km e nel 1977 quello tra Vila Franca de Xira e Carregado di 6 km. Nel 1982 venne finalmente realizzato il tratto di autostrada tra Condeixa-a-Nova e Mealhada, che permise di alleggerire in maniera significativa il traffico della N1 nella zona di Coimbra. Negli anni successivi vennero aperti ulteriori tratti di autostrada fino a che, nel 1991, venne inaugurato l'ultimo tratto rimanente (Torres Novas - Condeixa-a-Nova) e l'autostrada poté dirsi terminata.